# Instytucja totalna
Instytucja totalna – organizacja społeczna, w obrębie której żyje zamknięta, formalnie kontrolowana przez jej personel grupa osób. Pojęcie instytucji totalnej pojawiło się w siódmej dekadzie XX wieku. Twórcą tej koncepcji jest Erving Goffman.

## Definicja i cechy
Oryginalna definicja Goffmana określa instytucję totalną jako miejsce, w którym życie dużej grupy ludzi pozostającej na tym samym terenie kierowane jest w sposób formalny. Wyróżnił trzy cechy charakteryzujące takie instytucje:
- perspektywa instytucjonalna, związana z formalnym uregulowaniem zasad rządzących życiem w danej instytucji, m.in. w postaci regulaminów, kodeksów i tym podobnych,
- życie w grupie obejmujące wspólne wykonywanie wszystkich czynności przez osoby pozostające w instytucji, ciągle w tym samym gronie, a co więcej, grupowe, a nie indywidualne traktowanie poszczególnych członków grupy, wyrażać się ono może w takich samych ubiorach, nadawaniu numerów itd.,
- zarządzanie dwuczłonowe, to jest wyraźny podział na zarządzający instytucją personel i zarządzanych członków grupy żyjącej w instytucji, z incydentalnym charakterem kontaktów międzygrupowych.

Goffman zwrócił uwagę na działania personelu organizacji zmierzające do utrzymania wśród pozostających pod opieką organizacji osób odpowiedniej dyscypliny. Wymienia wśród nich stripping, czyli obnażanie pacjentów, odbieranie im atrybutów ich odrębnej tożsamości, co uzyskuje się poprzez nakaz noszenia jednolitego ubioru, pozbawianie przedmiotów do nich należących, nadawanie i stosowanie numerów zamiast nazwisk, żądanie ujawnienia intymnych informacji na temat swego życia, w końcu zaś wymaganie zgody na każdą zwyczajną, codzienną czynność. W efekcie taka osoba traci tożsamość, staje się anonimowym i nieróżniącym się od innych członkiem grupy.
Innym takim działaniem kontrola posiadanych przez osobę przebywającą w instytucji środków i informacji, jeszcze innym ograniczenie możliwości poruszania się tej osoby, nie tylko opuszczania instytucji, ale również przemieszczania się wewnątrz niej. W efekcie osoba pozostająca w instytucji żyje de facto ubezwłasnowolniona, pozbawiona jest obiektywnego spojrzenia na samą instytucję i świat poza nią, a wszystkie decyzje dotyczące jej życia zależą w rzeczywistości od personelu.

## Podział
Autor koncepcji przedstawił również podział instytucji totalnych, do których według niego zaliczały się:
- instytucje udzielające pomocy jednostkom niezdolnym do samodzielnej egzystencji. Zaliczają się tu np. domy opieki, w tym placówki dla seniorów,
- instytucje izolujące od społeczeństwa ludzi stwarzających dlań zagrożenie bądź w inny sposób niepożądanych z uwagi na swój stan zdrowia. Chodzi tu głównie o choroby zakaźne ze szczególnym uwzględnieniem gruźlicy oraz zaburzenia psychiczne,
- placówki izolujące od społeczeństwa osoby pozostające w konflikcie z prawem. Goffman zaliczył tu nie tylko więzienia, ale również obozy koncentracyjne,
- instytucje związane z wykonywaną pracą, jak koszary, ale też szkoły z internatem i obozy pracy,
- miejsca „ucieczki od świata”, zazwyczaj związane z organizacją religijną, jak klasztory, opactwa, seminaria duchowne.

## Krytyka
Działalność instytucji totalnych podlega krytyce. Podnosi się, że instytucje o takim charakterze nie pasują do współczesnego świata i demokratycznego społeczeństwa, gdzie ani praca, ani spędzanie czasu wolnego nie muszą być zamknięte w ścisłych ramach czasowo-przestrzennych. Również podporządkowanie wszystkich działań jednemu celowi typowe dla instytucji totalnych nie znajduje odbicia we współczesnym życiu.
Krytyce podlega też samo pojęcie instytucji totalnej, w szczególności zaś klasyfikacji tych instytucji. Oburzenie budzi zaklasyfikowanie razem obozów koncentracyjnych i szpitali, działających przecież w interesie pacjenta, dla jego dobra. Zwolennicy powołują się jednak choćby na opinię Wandy Półtawskiej, lekarki więzionej w obozie koncentracyjnym, której szpital psychiatryczny z jednakowymi piżamami, drzwiami zamykanymi na klucz i ścisłą kontrolą pacjentek przez personel skojarzył się jednak z obozem koncentracyjnym. Z drugiej strony instytucje te drastycznie różnią się pod względem oceny moralnej, są z tego punktu widzenia właściwie nieporównywalne, nawet jeśli organizacja szpitala psychiatrycznego wykazuje cechy instytucji totalnej. Ponadto prowadzone są na świecie działania mające na celu zmianę charakteru szpitali psychiatrycznych, by oddalić je od sposobu działania typowego dla instytucji totalnej. Istotną rolę odgrywa w nich wprowadzenie społeczności terapeutycznej, zewnętrzna kontrola działań szpitala przez sąd, położenie nacisku na inne sposoby leczenia, prawne uregulowanie praw pacjenta. W bardziej nowoczesnym ujęcie również życie grupowe pacjentów opisuje się nie w kategoriach narzucenia przez instytucje, ale wartości terapeutycznej, np. treningu ról społecznych.